# Helictotrichon setaceum
Helictotrichon setaceum är en gräsart som först beskrevs av Dominique Villars, och fick sitt nu gällande namn av Johannes Jan Theodoor Henrard. Helictotrichon setaceum ingår i släktet Helictotrichon och familjen gräs. Inga underarter finns listade i Catalogue of Life.